# 러시아-파키스탄 관계

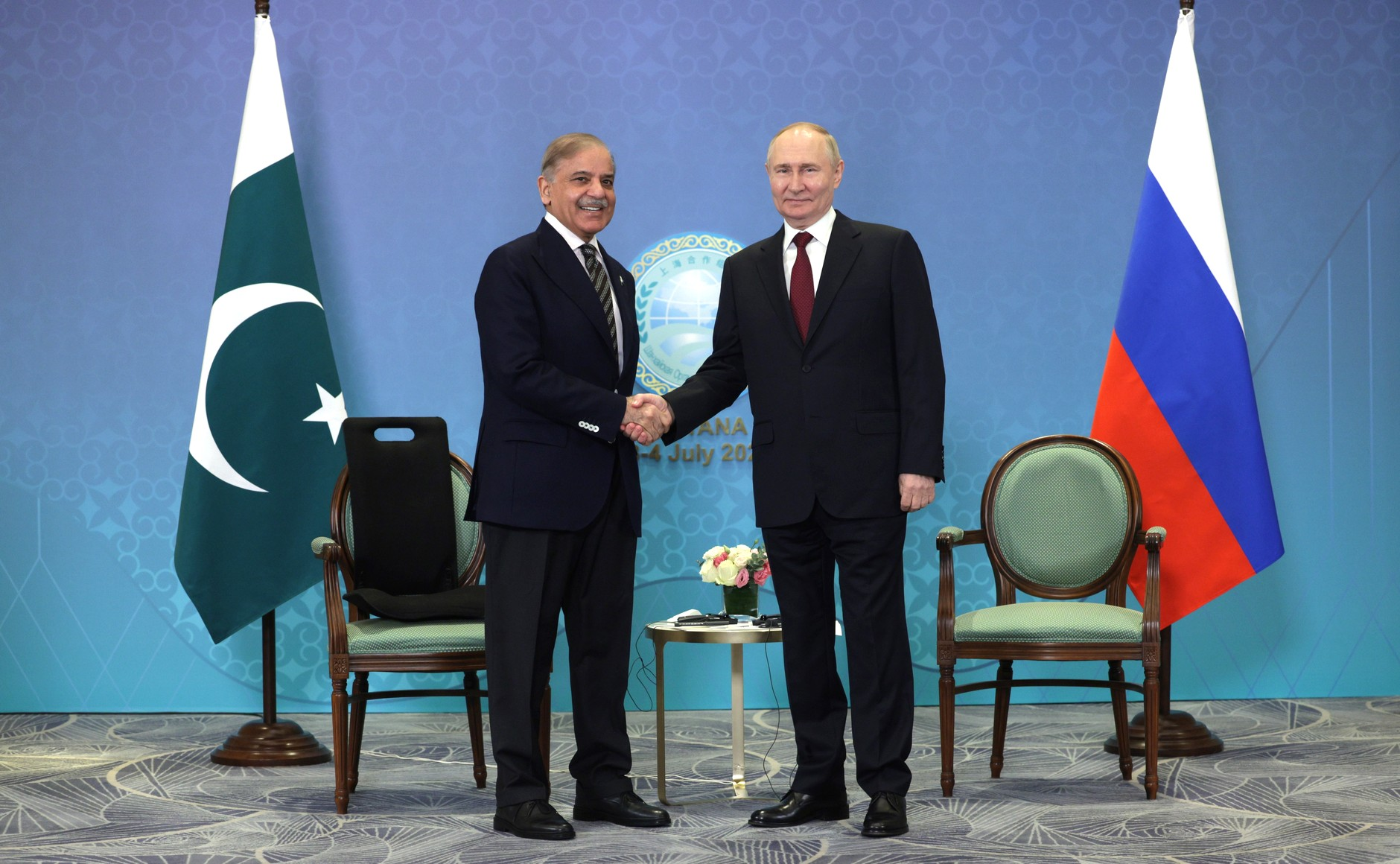
2024년 7월 3일, 셰바즈 샤리프 파키스탄 총리와 블라디미르 푸틴 러시아 대통령과의 회담

파키스탄과 러시아는 1991년에 양자 외교 관계를 수립하였다. 파키스탄은 모스크바에 대사관을 두고 있으며, 러시아는 이슬라마바드에 대사관을 두고 있다. 양국은 가까운 동맹국이며, "전략적 파트너"로 간주된다.
1991년 러시아 연방이 수립되기 이전에는, 소련–파키스탄 관계는 대체로 긴장되고 적대적이었다. 이는 파키스탄이 소련이 주도한 동방 진영에 반대하는 서방 진영의 일원이었기 때문이다. 그러나 소련의 붕괴 이후, 파키스탄과 러시아는 전반적으로 우호적인 관계를 유지해 왔다. 최근 몇 년 사이 러시아와 파키스탄 간의 관계는 인도와 미국 간의 관계가 가까워지는 것에 대한 대응 조치로서 더 가까워지고 있다. 양국은 2016년에 사상 최초의 합동 군사 훈련을 실시하였다. 파키스탄과 러시아는 카라치에서 카수르까지 이어지는 파키스탄 스트림 가스 파이프라인에 대한 협정을 체결하였고, 2016년 12월까지 가격에 관한 합의에 도달하였다. 파키스탄은 또한 러시아에 아라비아해의 온수 항구 (과다르항)에 대한 접근을 허용하였다. 파키스탄이 2017년에 상하이 협력 기구(SCO)에 가입한 이후, 양국 간의 관계는 더욱 깊어졌다. 파키스탄은 러시아와의 외교 관계 수립 70주년과 75주년을 기념하였다.
러시아 대통령 블라디미르 푸틴은 파키스탄을 남아시아에서 가장 주요한 파트너 중 하나로 선언하였다. 파키스탄 총리 셰바즈 샤리프 역시 러시아와의 관계 강화를 파키스탄의 최우선 과제로 간주하였다.

## 역사적 관계
파키스탄의 대부분 언어는 공통된 조상 언어에서 유래하며, 이 언어는 청동기 중기에 오늘날 러시아의 신타시타 지역에서 사용되었다. 이러한 언어들은 기원전 2천년기와 1천년기 사이 수 세기에 걸친 초원 지대 이주를 통해 오늘날 파키스탄과 인접 지역으로 전래되었다.
소련과 파키스탄 (당시 영국령 인도의 일부) 간의 관계는 볼셰비키 혁명 이후인 1922년으로 거슬러 올라간다. 1922년부터 1927년 사이, 소련에서 대영 제국이 지배하던 영토, 즉 현재의 파키스탄 지역으로 넘어온 사람들은 영국령 인도 제국에 맞서 공산주의 혁명을 일으키려 하였다. 페샤와르 음모 사건으로 알려진 일련의 쿠데타 시도에서, 인도에서 공산주의 혁명을 시도한 것에 대한 정보가 당국에 알려지자 대영 제국은 공포에 빠졌다. 1947년부터 1950년 사이와 1965년부터 1969년 사이에는 양국 간 무역, 교육, 문화 교류가 증가하였다. 그러나 소련이 1971년 인도와의 전쟁에서 파키스탄의 입장을 비판함으로써 양국 관계는 약화되었고, 이는 결국 소련 스스로 자초한 것이었다. 파키스탄의 많은 사람들은 1971년 8월 체결된 인도–소련 우호, 평화, 협력 조약이 인도의 동파키스탄 침공을 부추겼다고 믿었다. 이후 인도에 수십억 달러 규모의 무기를 우대 조건으로 판매한 소련의 행위는 이러한 주장을 강화하였다. 또한 소련은 파키스탄이 유엔에 제출한 동파키스탄 상황과 관련된 모든 결의안에 대해 거부권을 행사하였다.

## 경제 관계
파키스탄과 러시아는 상호 이해와 협력의 관계를 통해 얻을 수 있는 것이 많다. 러시아-우크라이나 전쟁이 전면적으로 발발한 이후, 러시아는 서방의 제재를 우회하기 위해 파키스탄과의 협력을 강화하였다. 2023년, 파키스탄의 러시아와의 양자 무역은 사상 처음으로 10억 달러에 도달하였다.

### 무역 협정
2024년 10월, 파키스탄과 러시아는 양국 간 최초의 물물교환 무역에 관한 협정을 체결하였다. 이는 60개 이상의 파키스탄 기업들로 이루어진 대표단이 모스크바에서 열린 제1회 파키스탄–러시아 무역 및 투자 포럼에 참가한 가운데 이루어졌다. 이 포럼은 파키스탄의 러시아 주재 대사 무함마드 칼리드 자말리와 함께, 러시아 산업통상부 차관 알렉세이 그루즈데프, 러시아 교통부 고문 예브게니 피드추크 등 고위급 러시아 관리들이 개막하였다.

## 문화 교류
세계 최초의 우르두어-러시아어 이중어 사전은 우즈베키스탄의 학자 타쉬미르자 할미르자예프에 의해 편찬되어 2012년 이슬라마바드에서 열린 행사에서 공개되었다. 할미르자예프는 이 사전이 "양 언어 사용자 간의 거리를 좁히는 데 도움이 될 것"이라고 밝혔다. 그는 또한 파키스탄과 러시아 및 중앙아시아 국가들과의 관계에 새로운 시대가 열리고 있다고 강조하며, 파키스탄 정부가 러시아와 중앙아시아에서 우르두어 (라슈카리)의 보급을 위한 노력을 지속할 것을 촉구하였다.

### 문학 및 예술
파키스탄의 우르두어 시인 파이즈 아흐마드 파이즈는 소련판 노벨 평화상으로 불리는 레닌 평화상을 수상했다.